# 슈스
슈스(독일어: Schuss, →직활강)는 프랑스 그르노블에서 열린 1968년 동계 올림픽의 비공식 마스코트이다. 스키 복장 차림의 선수를 형상화한 캐릭터로, 비공식이기는 하지만 조직위의 승인을 받은, 올림픽 역사상 최초의 마스코트였다. 이 대회 이후로 1972년 뮌헨 올림픽부터 국제올림픽위원회와 대회 조직위원회에서 올림픽 공식 마스코트를 제정하고 있다.
'Schuss'는 독일어 표기이며, 프랑스어로는 'Shuss'라고 표기한다. 이는 알파인 스키에서 직활강을 독일어 단어인 '슈스', '슈스붐'이라고 부르기 때문이다.

## 상세
1967년 1월 프랑스 파리의 애니메이션 스튜디오인 '필름과 프로모션' (Films et promotion) 사에서 제작한 캐릭터다. ORTF에서 청소년을 위한 애니메이션 작가로 일하던 알린 라파르그 (Aline Lafargue)가 디자인하였다. 슈스라는 이름은 퓌블리넬 에이전시의 사장인 M. 제르뱅이 지었다.
올림픽 역사상 최초의 마스코트였던 슈스는 프랑스 스키 국가대표팀으로부터 직접 영감을 받았으며, 그 스타일과 힘, 명성과 속도에서 모티브를 따와 만들었다. 프랑스 선수들의 유니폼과 닮은 붉은색 머리에 푸른색 몸을 이루고 있으며, 'shuss'라는 이름에 맞춰 번개 모양의 빠른 속도를 나타낸 형상을 취하고 있다. 여기에 젊고 친절하며 역동적인 성격이라는 설정도 부여되었다. 현재 그르노블 동계올림픽 유산보존 연구협회 (COLJOG)가 프랑스 국립 산업재산권 협회 측에 저작권 등록을 마쳤다.

## 활용과 유산
그르노블 올림픽 조직위원회 (COJO)의 승인을 받은 슈스는 마스코트 제작사에 의해 TV 애니메이션으로도 제작됐다. '필름과 프로모션' 스튜디오에서 제작하여 ORTF에서 방영한 이 애니메이션 작품은 알린 라파르그가 각본을 맡고 자크 보두앵이 성우를 맡았다. 주제가는 미셸린 닥스 (보컬, 편곡)와 로베르 발랑티노 (재즈 편곡)가 맡았다. 당시 인터뷰에서 티에리 롤랑 기자는 이 조그만 스키선수가 귀엽다는 소감을 남기고 있다. 이후 가수 마르셀 아몽이 슈스를 주제로 한 노래를 1968년에 발표하기도 했다.
2017년 9월 프랑스 앵테르에서 방영된 다큐 프로그램 〈역사 속으로〉 (La marche de l'histoire)에서 그르노블 동계올림픽의 마스코트 슈스를 다시 조명하였으며, 2018년 2월 그르노블 동계올림픽 50주년을 맞이하자 TF1를 비롯한 여러 프랑스 매체에서 슈스를 회고하는 기사를 내기도 했다..
대회 당시 사용된 슈스의 플라스틱 조형물 한 점이 도피누아 박물관에 소장되어 있다..